# Eupithecia seditiosa
Eupithecia seditiosa är en fjärilsart som beskrevs av András Vojnits 1981. Eupithecia seditiosa ingår i släktet Eupithecia och familjen mätare. Inga underarter finns listade i Catalogue of Life.